# إدوارد إم. كوفمان
إدوارد إم. كوفمان (بالإنجليزية: Edward M. Coffman)‏ هو أستاذ جامعي ومؤرخ عسكري أمريكي، ولد في 27 يناير 1929 في هوبكينزفيل في الولايات المتحدة.